# SA Cup
La Copa SA (en inglés SA Cup) es  una competición anual de rugby organizada por la South African Rugby Union en la que compiten los equipos de la Currie Cup, la principal competencia del rugby de Sudáfrica.
La competición se fundó el año 2024, en reemplazo de la extinta Rugby Challenge y el Mzansi Challenge.
El torneo se disputa en el primer semestre, mientras que en el segundo se juega la Currie Cup.

## Historia
La competición nace de la necesidad de reemplazar a la extinta Rugby Challenge que se disputaba en el primer semestre del año.
El primer campeón de la competición fue Griquas al vencer 28 a 13 a Pumas.
Desde la temporada 2025 los cuatro equipos del United Rugby Championship no participan del torneo, y el torneo pasa a ser clasificatorio a la Currie Cup, los mejores cuatro equipos clasifican a la prestigiosa Premier Division y los seis restantes clasifican a la First Division.

## Campeones y finalistas
| Año  | Campeón | Resultado | Subcampeón |
| ---- | ------- | --------- | ---------- |
| 2024 | Griquas | 28 - 13   | Pumas      |
| 2025 | Pumas   | 39 - 14   | Griquas    |

## Palmarés
| Club    | Títulos | Subcampeonatos | Años campeonatos |
| ------- | ------- | -------------- | ---------------- |
| Griquas | 1       | 1              | 2024             |
| Pumas   | 1       | 1              | 2025             |